# Ríver AC
Der Ríver Atlético Clube ist ein brasilianischer Fußballverein aus Teresina im Bundesstaat Piauí. Er spielt aktuell in der vierthöchsten Liga Brasiliens.

## Geschichte
Der Verein ist von Gymnasialschülern gegründet worden, deren Lehrer dazu ein aus Buenos Aires mitgebrachtes Trikotset des Club Atlético River Plate beigesteuert hat. Name und Farben des Vereins sind deshalb in Reminiszenz an den argentinischen Traditionsclub angenommen wurden. Mit 32 Meisterschaften ist er heute der Rekordtitelträger des Staates Piauí.
Für die nationale Meisterschaft Brasiliens konnte sich der Verein dank seiner Staatsmeisterschaften regelmäßig für die untersten Ligen qualifizieren, sich aber nie lange behaupten. Durch seinen zweiten Platz in der Série D 2015 ist ihm erstmals der Aufstieg in die Série C gelungen.

## Erfolge
- Staatsmeisterschaft von Piauí (32×): 1948, 1950, 1951, 1952, 1953, 1954, 1955, 1956, 1958, 1959, 1960, 1961, 1962, 1963, 1973, 1975, 1977, 1978, 1980, 1981, 1989, 1996, 1999, 2000, 2001, 2002, 2007, 2014, 2015, 2016, 2019, 2023
- Staatspokal von Piauí: 2006